# Tần Điệu công
Tần Điệu công (chữ Hán: 秦悼公, trị vì 491 TCN-477 TCN), là vị vua thứ 21 của nước Tần - chư hầu nhà Chu trong lịch sử Trung Quốc.
Tần Điệu công là con của Tần Huệ công, vua thứ 20 của nước Tần. Năm 491 TCN, Tần Huệ công mất, Điệu công nối ngôi.
Sử ký không ghi rõ những hành trạng của ông và các sự kiện liên quan đến nước Tần trong thời gian ông ở ngôi.
Năm 477 TCN, Tần Điệu công mất. Con là Doanh Thích kế vị, tức Tần Lệ Cung công